# Kwidzyn
Kwidzyn (původně latinsky Insula Sanctae Mariae Quedin, německy do roku 1945 Marienwerder) je město v Polsku v Pomořském vojvodství v okrese Kwidzyn. Nachází se 70 km jižně od Gdaňsku a protéká jím řeka Liwa. V roce 2024 zde žilo 36 731 obyvatel. Město je sídlem kwidzynské diecéze.

## Historie

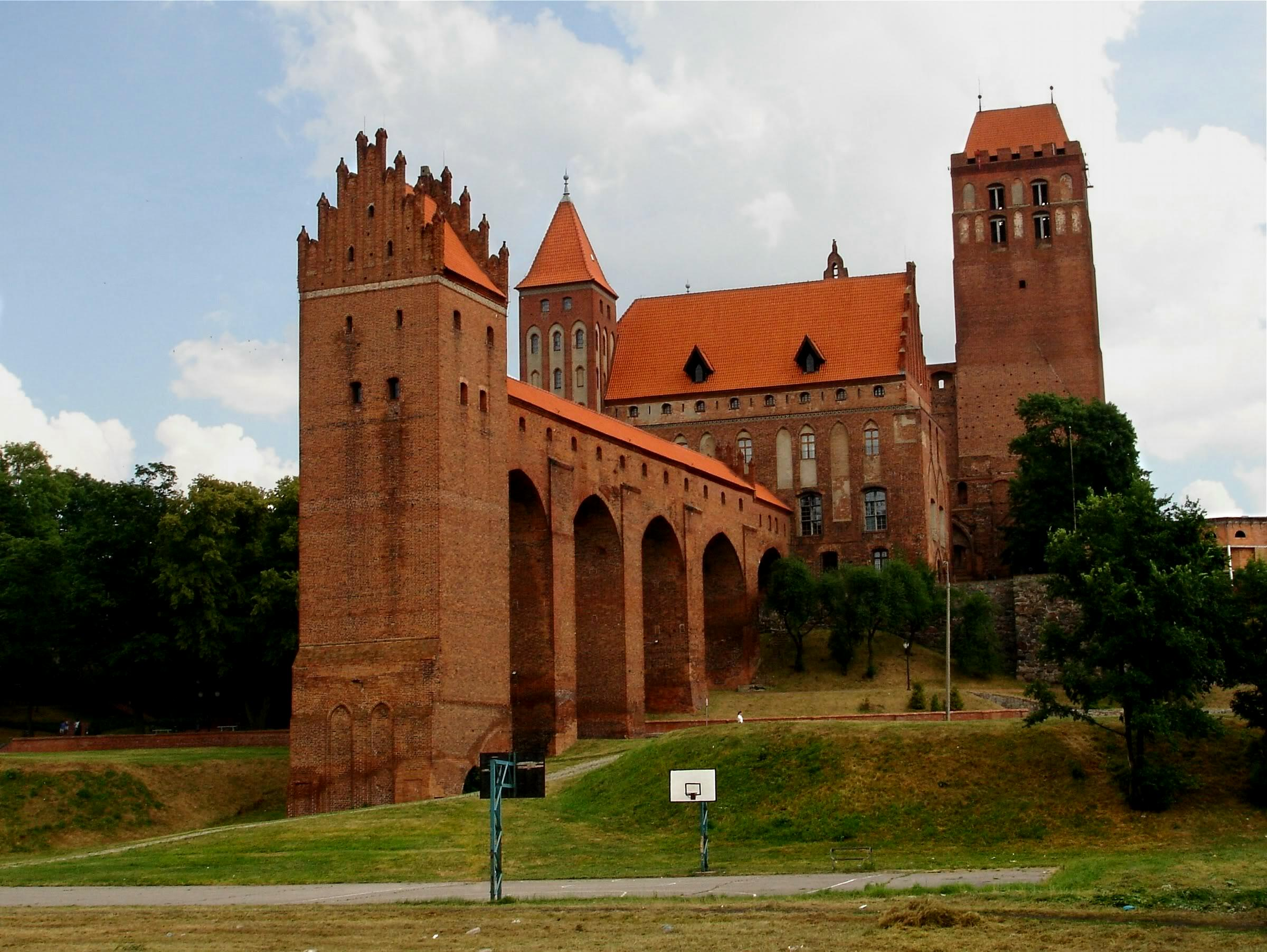
Hrad

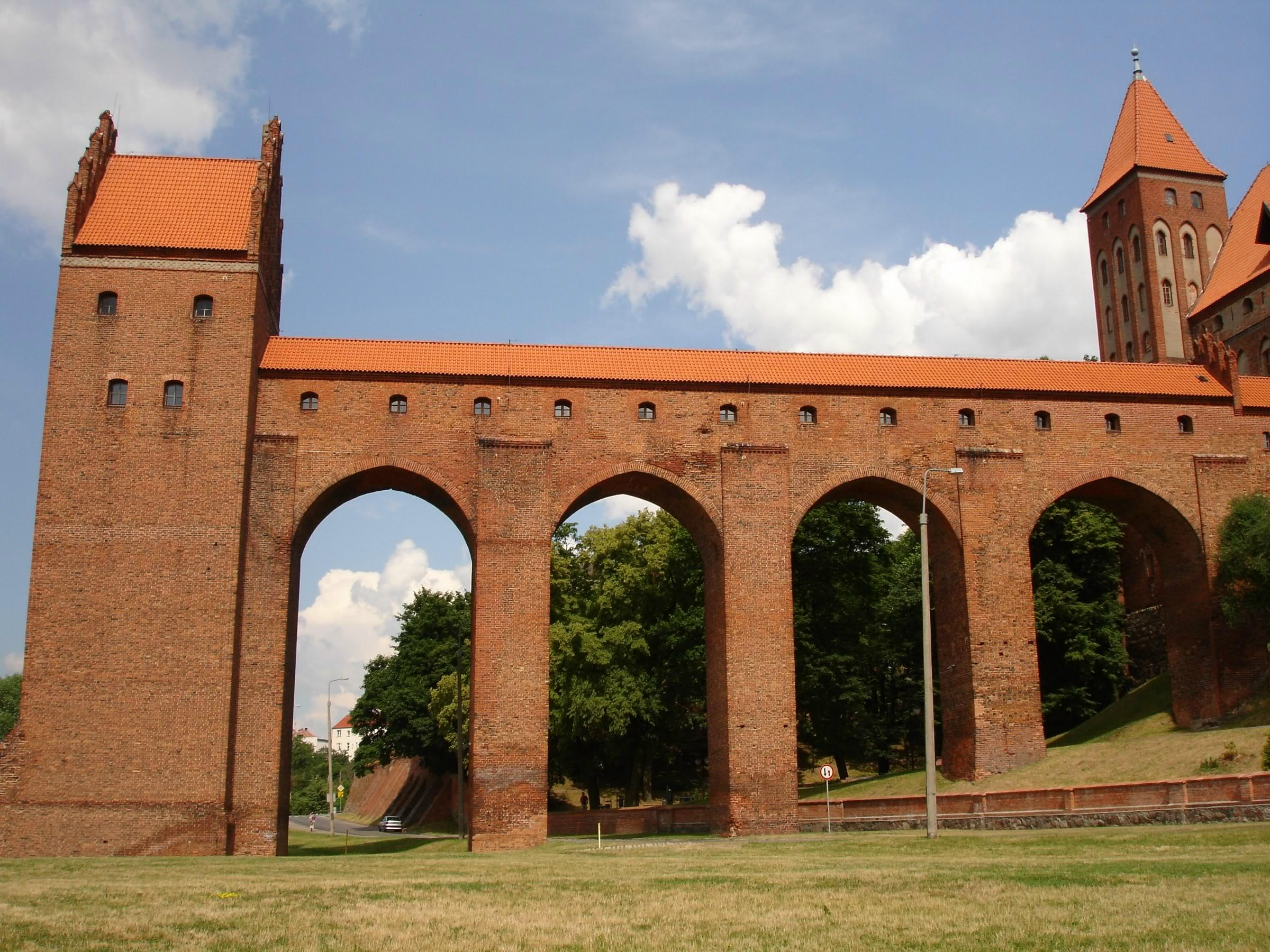
Dansk, předsunutá věž s mostem

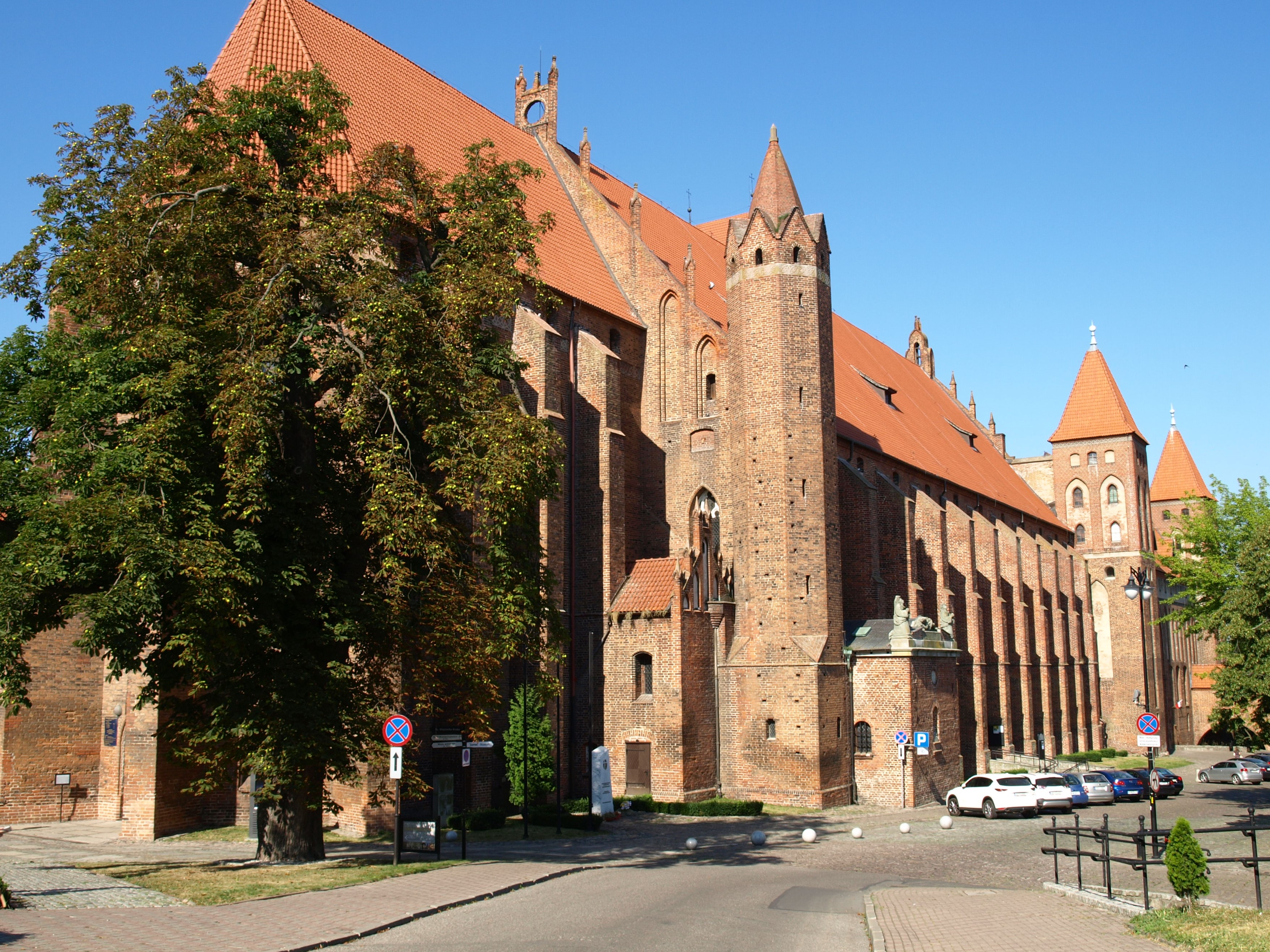
Konkatedrála sv. Jana Evangelisty

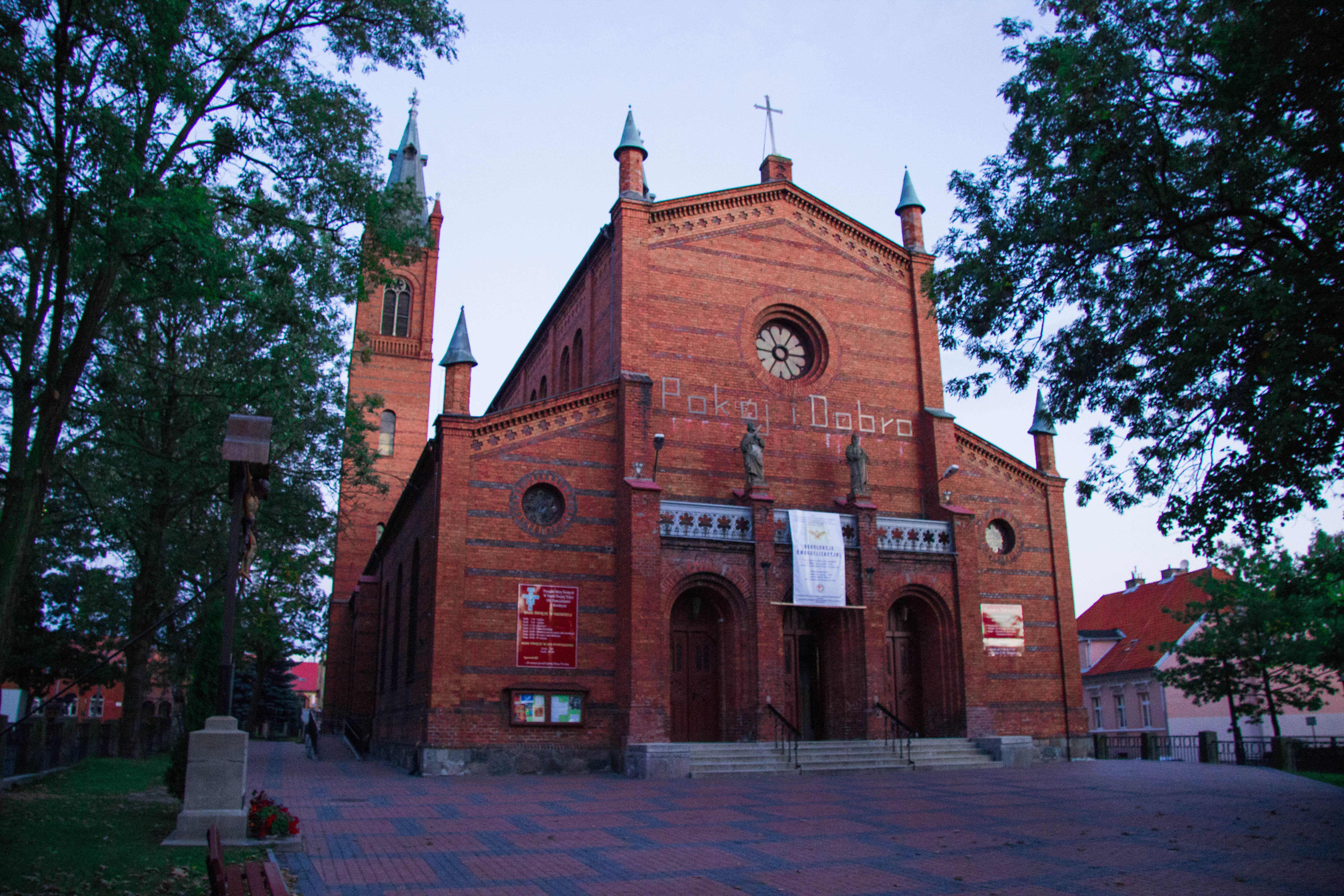
Karl Friedrich Schinkel: Farní kostel Sv. Trojice

Město založil v roce 1233 Řád německých rytířů. K roku 1285 se v něm připomíná první farní kostel, roku 1325 začala stavba katedrály pro nově ustavenou pomořanskou diecézi. Město se poté stalo sídlem biskupa a katedrála pohřebištěm velmistrů Řádu německých rytířů. Ve čtrnáctém století zde žila svatá Dorota z Montau.
Po sekularizaci řádového státu v roce 1525 se město stalo součástí Pruského knížectví, pod vládou Albrechta I. a v roce 1701 bylo včleněno do nového Pruského království, v roce 1871 sjednoceného s Německem. Po první světové válce proběhl v Západním Prusku plebiscit, v němž se místní obyvatelé rozhodli pro příslušnost k Německu. 30. ledna 1945 město obsadila a osvobodila 2. úderná armáda, 2. běloruský front Rudé armády, celkem padlo 540 vojáků, kteří mají pomník ve Varšavské ulici. Součástí Polska se město stalo po druhé světové válce, kdy bylo dosídleno Poláky, převážně římskokatolického vyznání, zatímco mnozí Prusové byli luteráni.

## Současnost
Kwidzyn má papírenský a elektrotechnický průmysl. Turistický ruch se rozvíjí díky památkám cihlové gotiky, kterými jsou katedrála a řádový hrad, sloužící jako muzeum.

## Památky
- Hrad Řádu Německých rytířů - velký areál gotických staveb, rekonstruovaný po druhé světové válce, uvnitř sbírky Muzea dějin Řádu německých rytířů, expozice uměleckých řemesel a další.
- Konkatedrála sv. Jana Evangelisty - trojlodní cihlová bazilika ze 2.-3.čtvrtiny 14. století, významná památka pobaltské cihlové architektury, zásadně rekonstruovaná po 2. světové válce; v kryptě byli pohřbeni tři velmistři Řádu německých rytířů.
- ruiny městského opevnění a gotické věže první radnice ze 14. století
- Katolický kostel Nejsvětější Trojice - novogotická cihlová stavba oblých tvarů (tzv.  Rundbogenstil) z let 1846-1858, navrhl arch. Karl Friedrich Schinkel, pobořena za druhé světové války, rekonstruována roku 1958
- špitál sv. Jiří - pozdně klasicistní stavba z let 1859-1860
- Kasárna - komplex novogotických cihlových staveb z let 1877-1879
- Synagoga z let 1830-1832
- Bývalé královské gymnázium z let 1832-1836
- Kulturní centrum - stavba ve stylu brutalismu

## Sport
Sídlí zde prvoligový házenkářský klub MMTS Kwidzyn.

## Osobnosti
- Rudolf von Auerswald (1795–1866), pruský ministr a prezident
- Julian Schmidt (1818–1886), literární historik
- Gustav Meissner (1830–1901), malíř-krajinář a rytec
- Kunz Finck von Finckenstein (1889–1932), pruský šlechtic, člen panské parlamentu a Corps Borussia v Bonnu